# Tatra 605

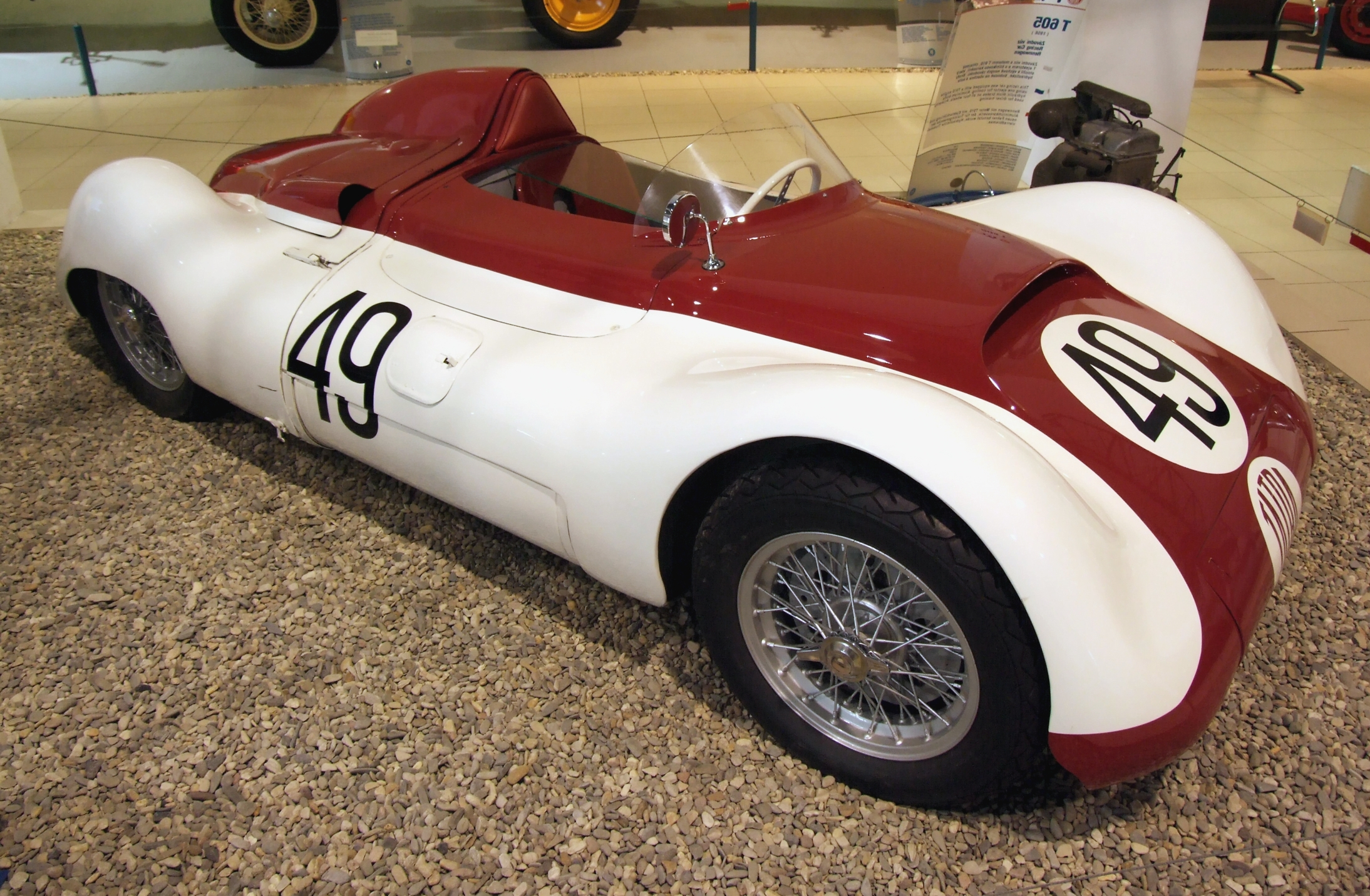
Tatra 605 v podnikovém muzeu Tatra v Kopřivnici

Tatra 605 je výcvikový automobil, který vznikl v roce 1957 v n. p. Tatra Kopřivnice v ČSR. Automobil sloužil pro výcvik začínajících soutěžních jezdců.
Pohonnou jednotku tvořil vzduchem chlazený dvouválcový čtyřtaktní motor Tatra 910 o zdvihovém objemu válců 640 cm², umístěný před zadní nápravou, který při 7000 otáčkách za minutu dosahoval výkonu až 40 kW. Chlazení motoru zajišťoval ejektor. Převodovka byla použita z vozu Aero Minor II.
Příhradový rám byl tvořen ocelovými trubkami. Přední náprava tvořená paralelogramem byla odpružena torzními tyčemi, zadní náprava byla kyvné konstrukce, též odpružená torzními tyčemi.
Maximální rychlost vozu byla uváděna 168 km/h.